# Trocholejeunea bidenticulata
Trocholejeunea bidenticulata là một loài Rêu trong họ Lejeuneaceae. Loài này được P.C. Wu mô tả khoa học đầu tiên năm 1982.